# K2-286
K2-286 — одиночная звезда в созвездии Весов на расстоянии приблизительно 249 световых лет (около 76,3 парсек) от Солнца. Видимая звёздная величина звезды — +12,763m.
Вокруг звезды обращается, как минимум, одна планета.

## Характеристики
K2-286 — красный карлик спектрального класса M0V. Масса — около 0,64 солнечной, радиус — около 0,63 солнечного, светимость — около 0,096 солнечной. Эффективная температура — около 4204 К.

## Планетная система
В 2018 году командой астрономов, работающих с фотометрическими данными в рамках проекта Kepler K2, было объявлено об открытии планеты K2-286 b.